# كردلان (شنبة)
كردلان (بالفارسية: کردلان) هي قرية تقع في إيران في قسم شنبة الريفي. يقدر عدد سكانها بـ 617 نسمة بحسب إحصاء 2016.